# Forn Gran de Fonteta
El Forn Gran de Fonteta és un antic forn de calç a Forallac, Baix Empordà. Des del 2004 va ser llistat bé cultural d'interès local.
El forn conté la inscripció «1915», però no es pot descartar la possibilitat que la construcció sigui anterior i la data faci referència a una reparació, a un canvi de propietari o a una represa de l'activitat. El forn és en via de recuperació per tal de poder tornar a realitzar-hi cuites de calç, activitat econòmica molt important al primer terç del segle XX a Fonteta i Sant Climent de Peralta. És preveu la primera cuita de calç per al maig de 2018.